# Claudia Ortiz
Claudia Mercedes Ortiz Menjívar (San Salvador, 10 de septiembre de 1987) es una abogada, activista, ambientalista y política salvadoreña. En las elecciones legislativas y municipales de 2021, fue la única diputada electa por el departamento de San Salvador bajo la bandera del partido político Vamos para el período 2021-2024. Fue reelecta para un segundo período en las elecciones legislativas y municipales de 2024.
Además de su carrera política, Claudia Ortiz es una reconocida investigadora, activista social y analista en temas jurídicos y de políticas públicas.

## Biografía

### Estudios
Completó sus estudios en educación media en el Colegio Sagrado Corazón de Jesús, uno de los institutos más reconocidos de la capital salvadoreña. Es graduada de la Licenciatura en Ciencias Jurídicas por la Universidad Centroamericana José Simeón Cañas (2010) y posee una Maestría en Ciencias Políticas por la misma institución (2017). Además, es abogada acreditada por la Corte Suprema de Justicia.

### Trayectoria política
En su trayectoria política, Claudia tomó la decisión de buscar un proyecto político, comenzando a conversar con diferentes opciones para iniciar una carrera electoral y sumarse a un proyecto partidario. En este proceso, conoció al partido Vamos y se identificó con los principios fundamentales de sus estatutos, viendo un espacio para construir e impregnar su visión desde su experiencia en la sociedad civil. Es militante del partido desde 2017, un partido catalogado como centrista, y fungió inicialmente como Directora Nacional de Asuntos Políticos.
Durante el período legislativo 2021-2024, Claudia integró las Comisiones de Justicia y Derechos Humanos; la Mujer e Igualdad de Género; y de la Familia, Niñez, Adulto Mayor y Personas con Discapacidad. Para el período legislativo 2024-2027, forma parte de la Comisión de Tecnología, Turismo e Innovación. Ha participado en múltiples marchas junto a organizaciones políticas y de la sociedad civil, demostrando su rechazo ante la ruta autoritaria del Gobierno del Presidente Nayib Bukele.
En una entrevista con El Faro en septiembre de 2022, Claudia declinó estar buscando una posible candidatura presidencial para las elecciones generales de 2024, a pesar de que muchas organizaciones y analistas la consideraban la candidata más viable de la oposición para competir contra la reelección del presidente Nayib Bukele. Lo que si afirmó en ese momento fue que buscaría la reelección de su diputación para un segundo período.
En entrevistas posteriores, tras las elecciones generales de 2024, declaró su interés y disposición para buscar la presidencia bajo la bandera de su partido, con la intención de liderar un proyecto que aglutine a toda la oposición. Las próximas elecciones presidenciales se desarrollarán en 2029.
En las elecciones internas de su partido realizadas el 16 de julio de 2023, Claudia fue electa nuevamente como candidata a diputada para competir en las elecciones legislativas por un segundo período, encabezando el listado por el departamento de San Salvador. Ese mismo día fue elegida para dirigir la Dirección Nacional de Asuntos Económicos del partido.
Luego del conteo de votos y tras cerrarse las elecciones, se confirmó que Claudia Ortiz fue reelecta como diputada para el período 2024-2027 por San Salvador, convirtiéndose en la segunda diputada más votada en su departamento.

### Trayectoria laboral
Claudia posee una amplia experiencia como consultora independiente en una variedad de temas, destacándose como investigadora y analista del marco jurídico legal e institucional, políticas y estrategias públicas. Su experiencia abarca temas como los derechos de la niñez y adolescencia, derechos laborales, participación pública en materia ambiental, transparencia, anticorrupción y participación ciudadana. Ha sido facilitadora en procesos de diálogo social y consultora de políticas públicas.
Trabajó durante 12 años en una organización de la sociedad civil, enfocándose en temas relacionados con transparencia, rendición de cuentas, derechos políticos, construcción de la democracia, participación de jóvenes, entre otros. A los 19 años, se unió a una iniciativa ciudadana, trabajando y estudiando al mismo tiempo, y pagó su universidad con ese trabajo. Decidió hacer ese esfuerzo por sí misma y luego trabajó con numerosos jóvenes en Centroamérica, promoviendo su participación como actores de cambio en sus comunidades y organizaciones, enseñándoles cómo hacer incidencia política.
En su carrera profesional, se ha desempeñado en varios roles importantes, incluyendo:
- Coordinadora de Programa Ciudadanía y Desarrollo en el Área de Transparencia (2018-2019).
- Coordinadora de Programa de Integración Centroamericana en el Área de Macroeconomía y Desarrollo (2013-2017).
- Investigadora del Programa de Integración y Desarrollo (2007-2017) en la Fundación Nacional para el Desarrollo (FUNDE).

## Historial electoral

### Elecciones Parlamentarias
|  | 1.78 % |

|  | 6.40 % |

## Ideología política
En una entrevista, se le consultó a Claudia Ortiz si se consideraba una persona de derecha. Claudia respondió que se consideraba una persona de centro.
Claudia es defensora de la vida desde el momento de la concepción. Aunque siempre busca no profundizar en el tema, se posiciona en contra de la pena de muerte y de la eutanasia. Mantiene una posición abierta respecto a otorgar beneficios estatales a parejas del mismo sexo y está dispuesta a discutir una posible legalización de la marihuana para usos medicinales y recreativos, analizando la propuesta bajo las implicaciones de seguridad en el combate al narcotráfico y el impacto cultural.
Ante la posibilidad de discutir una Ley de Identidad de Género, Claudia manifiesta estar abierta a escuchar propuestas y buscar caminos alternativos relacionados con la protección de los derechos humanos y el respeto a la dignidad humana. Propone políticas públicas familiares, como la extensión de la licencia de paternidad, y está a favor de la igualdad de género y el combate contra cualquier tipo de violencia hacia las mujeres. También apoya un Estado soberano, democrático y representativo, y promueve políticas públicas en favor del medio ambiente, la economía, la seguridad alimentaria y los derechos de los pueblos originarios.
Ha propuesto implementar medidas como eliminar el IVA de los productos de la canasta básica. Se opone al régimen de excepción impulsado por el presidente Nayib Bukele, considerando que vulnera los derechos humanos de la población salvadoreña.
Claudia considera que la mejor solución para la guerra entre Rusia y Ucrania es el diálogo, buscando el camino hacia la paz y el respeto a los derechos humanos. Para ella, una invasión de este tipo es injustificada.